# Luperosaurus kubli
Espèce
Statut de conservation UICN

 DD  : Données insuffisantes
Luperosaurus kubli est une espèce de geckos de la famille des Gekkonidae.

## Répartition
Cette espèce est endémique de Luçon aux Philippines. Elle se rencontre dans la sierra Madre.

## Description
C'est un gecko nocturne, insectivore et arboricole.

## Publication originale
- Brown, Diesmos & Duya, 2007 : A new Luperosaurus (Squamata: Gekkonidae) from the Sierra Madre of Luzon Island, Philippines. The Raffles Bulletin of Zoology, vol. 55, n. 1, p. 167-174 (texte intégral).